# Crazy (canción de Gnarls Barkley)
«Crazy» es el primer sencillo del grupo estadounidense Gnarls Barkley (colaboración musical entre Danger Mouse y Cee Lo Green). Está incluido en el álbum debut del grupo titulado St. Elsewhere. La canción alcanzó la cima del top ten en la mayor parte de Europa, Norteamérica y Oceanía en la primera mitad de 2006, obteniendo el número uno en las listas de países como el Reino Unido, Irlanda, Dinamarca, Canadá y Nueva Zelanda.
La canción se filtró en internet a finales de 2005, meses antes de su lanzamiento comercial, obteniendo una gran difusión en la BBC Radio 1 del Reino Unido, especialmente por parte del DJ Zane Lowe quien utilizó la canción para su programa. Cuando finalmente el sencillo fue publicado el 13 de marzo de 2006 se convirtió en el número uno en las listas británicas de descargas digitales. La canción también logró el número uno del UK Singles Chart, puesto en el que permaneció durante nueve semanas (algo que ninguna canción había logrado en los anteriores diez años) hasta que la banda y su compañía discográfica decidieron retirar el sencillo de las tiendas para evitar sobresaturar al público. A pesar de ello la canción fue el sencillo más vendido del año en el Reino Unido.
La canción ganó el Grammy en 2007 a la mejor interpretación alternativa, además fue nominada al premio a la grabación del año, pero fue derrotada por «Not Ready to Make Nice» del grupo Dixie Chicks. En la entrega de los MTV Europe Music Awards logró el premio a la mejor canción del año. Asimismo la revista Rolling Stone la eligió como la mejor canción de 2006. Recientemente esta misma revista la escogió como la mejor canción de la última década. La revista de música NME la consideró la 92.ª mejor canción de todos los tiempos y la 76.ª mejor canción de la década. La canción también está en el puesto 66 en las mejores canciones de la historia según la famosa página Acclaimed Music.

## Composición
Musicalmente, «Crazy» está inspirada en la banda sonora de películas del género spaghetti western, en particular en los trabajos de Ennio Morricone, quien es más conocido por ser el creador de la banda sonora de la Trilogía del dólar de Sergio Leone. La canción utiliza un sample de "Last Man Standing", tema compuesto por los hermanos Gian Franco y Gian Piero Reverberi perteneciente al spaghetti western Django (en la película se titula «Nel cimitero di Tucson»).
La letra de la canción, escrita por Cee Lo Green, está inspirada en una conversación mantenida con Danger Mouse en el estudio de grabación. Tras la conversación, Cee Lo Green grabó las voces en tan sólo una toma.

## Repercusión en las listas de éxitos
Tras su lanzamiento en el Reino Unido para descarga digital el 13 de marzo de 2006, la canción debutó directamente en el número 1 del UK Official Download Chart (lista que contabiliza las ventas de las canciones a partir de los datos de descargas digitales). Dado que las normas del UK Singles Chart permiten contabilizar las descargas digitales, el 2 de abril de 2006 la canción se convirtió en el primer sencillo en alcanzar el número 1 (al obtener 31.000 descargas) sin haber sido puesta a la venta en formato físico. Al día siguiente (3 de abril de 2006) la canción salió a la venta también en formato Sencillo en CD, permaneciendo en total 9 semanas en el número 1 del UK Singles Chart y 11 en el del UK Official Download Chart hasta que el 29 de mayo el grupo y su sello discográfico decidieron retirarlo del mercado para evitar sobrecargar a los oyentes. La última canción en permanecer tanto tiempo en el número 1 había sido «Love Is All Around» de Wet Wet Wet en 1994, con un total de 15 semanas.
«Crazy» se convirtió con un total de 11 semanas en la canción que más tiempo permaneció en el UK Official Download Chart de todas las publicadas en 2006. La canción, a pesar de su retirada oficial, permaneció en el número 2 de la lista hasta el 4 de junio, gracias a las descargas y al stock de 19.827 unidades del que disponían las tiendas. A la siguiente semana (11 de junio) la canción descendió al número 5 antes de desaparecer del top 75 una semana más tarde debido a que las normas impedían que una canción que no se encontraba a la venta permaneciera en el chart dos semanas después de su retirada de las tiendas. Por todo esto «Crazy» hizo historia al convertirse en la canción que más rápido desaparecía de las listas tras ser número 1 y la que ostentaba el puesto más alto (número 5) la semana previa a desaparecer de las listas.
La primera semana de 2007, la canción volvería a entrar en los charts gracias a las descargas digitales, alcanzando el puesto número 30. Esto fue posible gracias al cambio en la normativa de los charts.
Además de en el Reino Unido la canción entró en las listas de otros muchos países europeos como Alemania, Suecia, Austria, Irlanda y Países Bajos siendo también número 1 en el Eurochart Hot 100 Singles.
Fuera de Europa la canción también tuvo un notable éxito, siendo disco de oro en Nueva Zelanda y Australia. El 29 de mayo de 2006 el sencillo entró en la historia de la música en Nueva Zelanda al convertirse en la canción número 500 que lograba el primer puesto desde la creación en 1973 del Top 40. Además el remix de la canción realizado por The Discount Rhinos Full Control entró en el Top 20 australiano.
Cuando el álbum St. Elsewhere fue lanzado en los Estados Unidos el 9 de mayo de 2006, la canción debutó en el puesto 91 del Billboard Hot 100. En el verano de 2006, «Crazy» pasó siete semanas consecutivas en el segundo puesto, frenada por la canción «Promiscuous» de Nelly Furtado. En otras listas también obtuvo buenos resultados logrando el número 7 en el US Modern Rock chart y el número 53 en el Hot R&B/Hip-Hop Tracks.

## Video musical
El video musical de «Crazy» fue dirigido por Robert Hales. Siguiendo la temática de la canción, este está realizado mediante la utilización de formas similares a las del Test de Rorschach. En el vídeo diversas manchas de tinta simétricas van adoptando diversas formas. Tanto Cee Lo Green como Danger Mouse aparecen en dichas formas, al igual que el logo de la banda, la palabra Satán o el cráneo de varios animales como pájaros, murciélagos o arañas.
Los dibujos de las manchas de tinta fueron realizados por el director de arte y diseñador gráfico Bryan Louie, quien con anterioridad había realizado campañas publicitarias para Microsoft. El vídeo musical fue dirigido por Robert Hales, que con anterioridad había dirigido los vídeos de las canciones «Are You Gonna Be My Girl» y «Look What You've Done» de la banda Jet, «Starfuckers, Inc.» de Nine Inch Nails y «Money to Burn» de Richard Ashcroft.
El vídeo logró tres nominaciones a los MTV Video Music Awards de 2006 al: mejor grupo, mejor dirección y mejor montaje, ganando en las dos últimas categorías. También fue nominado para los MTV Europe Music Awards al mejor video, pero fue derrotado por "We Are Your Friends" de Justice vs. Simian.
El video musical fue parodiado en MADtv. En la parodia, el dictador norcoreano Kim Jong-il (interpretado por Bobby Lee) canta una adaptación de la canción.
Antes de que el video definitivo estuviera terminado, el sello del grupo en el Reino Unido lanzó una versión promocional dirigida por Mina Song. Esta versión consistía en símbolos animados representativos de diversas culturas y religiones que aparecían en sintonía con la letra de la canción. Este vídeo estuvo disponible en YouTube, pero fue retirado antes del lanzamiento del vídeo definitivo.

## Formatos y listado de canciones
En el Reino Unido, la canción fue lanzada el 13 de marzo de 2006 para descarga digital, seguidamente se publicó en formato sencillo en CD el 3 de abril de 2006 y por último el 10 de abril del mismo año se publicó en dos formatos más (en 7" picture disc y en vinilo de 12"). En los Estados Unidos la canción se lanzó en marzo de 2006 en un vinilo promocional, con «Go-Go Gadget Gospel» en la cara B y con versiones instrumentales de cada canción.
| CD single/Descarga digital/UK 7" picture vinilo (Europa) 1. «Crazy» – 2:58 2. «Just A Thought» (Editada) – 2:41 12" vinilo single/promo CD (Estados Unidos) 1. «Crazy» – 2:59 2. «Crazy» (Instrumental) – 2:59 3. «Go-Go Gadget Gospel» – 2:15 4. «Go-Go Gadget Gospel» (Instrumental) – 2:13 | 12" vinilo/descarga digital/promo CD (Reino Unido) 1. «Crazy» – 2:58 2. «Crazy» (Instrumental) – 3:03 sencillo en CD (Australia) 1. «Crazy» – 2:58 2. «Just A Thought» (Editada) – 2:41 3. «The Boogie Monster» – 2:50 |

## Versiones y remezclas
La popularidad de la canción y su enorme éxito internacional, ha derivado en la aparición de numerosas versiones por parte de otros artistas. The Kooks,
Nelly Furtado,
y The Zutons han interpretado «Crazy» en el programa Live Lounge de la BBC Radio 1. La versión de The Kooks fue incluida en el recopilatorio Radio1's Live Lounge, mientras que la de Nelly Furtado se incluyó como cara B de su sencillo «Promiscuous». Asimismo la cantante canadiense interpretó la canción junto al cantante galés Charlotte Church en el programa The Charlotte Church Show.
El cantante folk Ray LaMontagne realizó también una versión de «Crazy» que recibió muy buenas críticas e incluso Paris Hilton retrasó el lanzamiento de su álbum de debut para incluir una versión de la canción, aunque finalmente no formó parte del disco. Otros artistas, incluyendo Cat Power, The Raconteurs,
Billy Idol,
The Academy Is...
(con Travis McCoy de Gym Class Heroes),
Texas, The Twilight Singers, Mates of State, y of Montreal han interpretado la canción en directo. Shawn Colvin interpretó la canción en el programa A Prairie Home Companion el 4 de noviembre de 2006. Beyoncé en su actuación en el Houston Livestock Show and Rodeo mezcló la canción con su éxito "Crazy in Love".[cita requerida] También utilizó esta mezcla a lo largo de toda su gira The Beyoncé Experience que recorrió Japón, Australia, Europa y Norteamérica. La cantante P!nk la incluyó en su gira Funhouse Tour una versión del tema, la cual ha sido muy bien recibida por parte de los admiradores.[cita requerida]. En 2011, la canción fue interpretada por Christina Aguilera, Adam Levine, Blake Shelton y el mismo Cee Lo Green en el programa The Voice, en su primera edición.
Además muchas remezclas no oficiales y combinaciones de «Crazy» con otras canciones han sido lanzadas en White labels y están circulando a través de redes P2P y Audioblogs. Entre ellas se encuentra el bootleg realizado por un ignoto productor italiano llamado DJ MC Fear, la cual contiene una base similar a la canción "World Hold On" de Bob Sinclar y se hizo muy popular en las pistas de baile. La remezcla de The Discount Rhinos Full Control alcanzó el puesto número 15 en el Australian ARIA Club chart.

## Posicionamiento en listas y certificaciones
| Lista (2006)                           | Puesto más alto |
| -------------------------------------- | --------------- |
| Alemania (Media Control Charts)        | 3               |
| Australia (ARIA Charts)                | 2               |
| Austria (Ö3 Austria Top 40)            | 1               |
| Bélgica (Ultratop 50 flamenca)         | 3               |
| Bélgica (Ultratop 40 valona)           | 1               |
| Brasil (Brasil Hot 100 Airplay)        | 3               |
| Canadá (Canadian Digital Singles)      | 1               |
| Dinamarca (Tracklisten)                | 1               |
| Estados Unidos (Billboard Hot 100)     | 2               |
| Estados Unidos (Modern Rock Tracks)    | 7               |
| Estados Unidos (Pop 100)               | 2               |
| Estados Unidos (Hot R&B/Hip-Hop Songs) | 53              |
| Estados Unidos (Hot Dance Club Play)   | 23              |
| Estados Unidos (Adult Top 40)          | 1               |
| Estados Unidos (Adult Contemporary)    | 7               |
| Eurochart Hot 100                      | 1               |
| Francia (SNEP)                         | 3               |
| Finlandia (Suomen virallinen lista)    | 3               |
| Grecia (IFPI)                          | 8               |
| Irlanda (Irish Singles Chart)          | 1               |
| Italia (FIMI)                          | 2               |
| Noruega (VG-lista)                     | 2               |
| Nueva Zelanda (RIANZ)                  | 1               |
| Países Bajos (Dutch Top 40)            | 3               |
| Reino Unido (UK Singles Chart)         | 1               |
| Suecia (Hitlistan)                     | 4               |
| Suiza (Schweizer Hitparade)            | 1               |

| País           | Organismo certificador | Certificación | Ventas    | Ref.   |
| -------------- | ---------------------- | ------------- | --------- | ------ |
| Alemania       | BVMI                   | Platino       | 300 000   | [ 34 ] |
| Australia      | ARIA                   | Oro           | 35 000    | [ 35 ] |
| Austria        | IFPI Austria           | Oro           | 15 000    | [ 36 ] |
| Canadá         | Music Canada           | 2× Platino    | 160 000   | [ 37 ] |
| Estados Unidos | RIAA                   | 2× Platino    | 2 000 000 | [ 38 ] |
| Nueva Zelanda  | RIANZ                  | Oro           | 7 500     | [ 39 ] |
| Reino Unido    | BPI                    | Platino       | 1 040 000 | [ 40 ] |
| Suecia         | GLF                    | Oro           | 10 000    | [ 41 ] |
| Suiza          | IFPI Suiza             | Oro           | 15 000    | [ 42 ] |

## Sucesión en listas
| Anterior: «So Sick» de Ne-Yo                                                | UK Singles Chart — Sencillo Nro 1 2 de abril de 2006 — 3 de junio de 2006 (9 semanas)                                  | Siguiente: «I Wish I Was a Punk Rocker (with Flowers in My Hair)» de Sandi Thom       |
| Anterior: «Jumbo Breakfast Roll» de Pat Shortt «No Promises» de Shayne Ward | Irish Singles Chart — Sencillo Nro 1 31 de marzo de 2006 — 6 de abril de 2006 20 de abril de 2006 — 1 de junio de 2006 | Siguiente: «No Promises» de Shayne Ward «I Wish I Was a Punk Rocker...» de Sandi Thom |
| Anterior: «Hips Don't Lie» de Shakira con Wyclef Jean                       | NZ Top 40 Singles — Sencillo Nro 1 29 de marzo de 2006 — 28 de junio de 2006                                           | Siguiente: «Buttons» de The Pussycat Dolls                                            |
| Anterior: «Hips Don't Lie» de Shakira con Wyclef Jean                       | Eurochart Hot 100 — Sencillo Nro 1 10 de junio de 2006 — 17 de junio de 2006                                           | Siguiente: «Hips Don't Lie» de Shakira con Wyclef Jean                                |
| Anterior: «Black Horse and the Cherry Tree» de KT Tunstall                  | Adult Top 40 — Sencillo Nro 1 9 de septiembre de 2006 — 29 de septiembre de 2006                                       | Siguiente: «Far Away» de Nickelback                                                   |